# Derovatellus bisignatus
Derovatellus bisignatus là một loài bọ cánh cứng trong họ Bọ nước. Loài này được Ahlwarth miêu tả khoa học năm 1921.